# Salvador (Ribeira de Pena)
Ribeira de Pena (Salvador) é uma antiga freguesia portuguesa do concelho de Ribeira de Pena, com 38,14 km² de área e 2 417 habitantes (2011). A sua densidade populacional era 63,4 hab/km². Tem o nome alternativo de Salvador. Foi a freguesia sede do concelho.

Pela última Reorganização administrativa do território das freguesias, de acordo com a Lei nº 11-A/2013 de 28 de Janeiro, esta freguesia juntamente com a freguesia de Santo Aleixo de Além-Tâmega passou a constituir a União de freguesias de Ribeira de Pena (Salvador) e Santo Aleixo de Além-Tâmega com sede em Ribeira de Pena (Salvador).

## População
| Número de habitantes | Número de habitantes | Número de habitantes | Número de habitantes | Número de habitantes | Número de habitantes | Número de habitantes | Número de habitantes | Número de habitantes | Número de habitantes | Número de habitantes | Número de habitantes | Número de habitantes | Número de habitantes | Número de habitantes |
| -------------------- | -------------------- | -------------------- | -------------------- | -------------------- | -------------------- | -------------------- | -------------------- | -------------------- | -------------------- | -------------------- | -------------------- | -------------------- | -------------------- | -------------------- |
| 1864                 | 1878                 | 1890                 | 1900                 | 1911                 | 1920                 | 1930                 | 1940                 | 1950                 | 1960                 | 1970                 | 1981                 | 1991                 | 2001                 | 2011                 |
| 2 551                | 2 711                | 2 864                | 2 884                | 2 929                | 2 820                | 4 386*               | 3 539                | 3 545                | 3 609                | 2 605                | 3 214                | 2 895                | 2 573                | 2 417                |

(Obs.: Número de habitantes "residentes", ou seja, que tinham a residência oficial neste concelho à data em que os censos se realizaram.)
No censo de 1930, surge agregada à freguesia de Santa Marinha, com 4386 residentes no total agregado.

## Património
- Igreja - edificada à custa dos emigrantes brasileiros desta freguesia.
- Estação de arte rupestre de Lamelas ou Eiras